# Bryum ekmanii
Bryum ekmanii är en bladmossart som beskrevs av Thériot 1939. Bryum ekmanii ingår i släktet bryummossor, och familjen Bryaceae. Inga underarter finns listade i Catalogue of Life.